# Axiodes ennomaria
Axiodes ennomaria är en fjärilsart som beskrevs av W. Warren 1904. Axiodes ennomaria ingår i släktet Axiodes och familjen mätare. Inga underarter finns listade i Catalogue of Life.